# HD 156668 b
HD 156668 b هو كوكب خارج المجموعة الشمسية يتبع النجم HD 156668 ويبعد 78.5 سنة ضوئية عن كوكبة هرقل .